# 科米尚卡 (卡霍夫卡區)
46°46′21″N 33°41′37″E / 46.77250°N 33.69361°E
科米尚卡（烏克蘭語：Комишанка）是位於烏克蘭南部的村莊，由赫爾松州卡霍夫卡區的柳比米夫卡市鎮負責管轄。該村始建於1902年，面積0.01平方公里，海拔高度52米，2001年該村落人口229。